# Txetxu Ugalde
Txetxu Ugalde Luzuriaga (Bilbao, 10 de junio de 1960 - 7 de enero de 2017) fue un periodista, locutor de radio y presentador de televisión español. Era licenciado en Ciencias de la Información por la Universidad del País Vasco.

## Carrera
A lo largo de su carrera Ugalde trabajó en los siguientes medios de comunicación:
- Redactor de La Tribuna de Marbella.
- Redactor del diario Marca.
- ETB, donde fue presentador y redactor de programas deportivos y de información meteorológica. Entre 1997 y 2004 fue, junto con Yolanda Alzola, copresentador del magazine de tarde Lo Que Faltaba.
- Radio Euskadi, donde ejerció como locutor en programas deportivos y de información general como Rock & Gol y Fuera de Juego.
- Bilbovisión, canal de TV local de Bilbao perteneciente al Grupo Vocento, donde presentó programas como el magazine nocturno Bilbao la Nuit o A por ellos, tertulia centrada en los equipos deportivos de Vizcaya.
- Punto Radio Euskadi, donde presentó el programa Ciudadanos en Punto.